# Theo Ligthart
Theo Ligthart (* 1965 in Drachten) ist ein niederländischer Künstler, Regisseur, Publizist und Unternehmer.

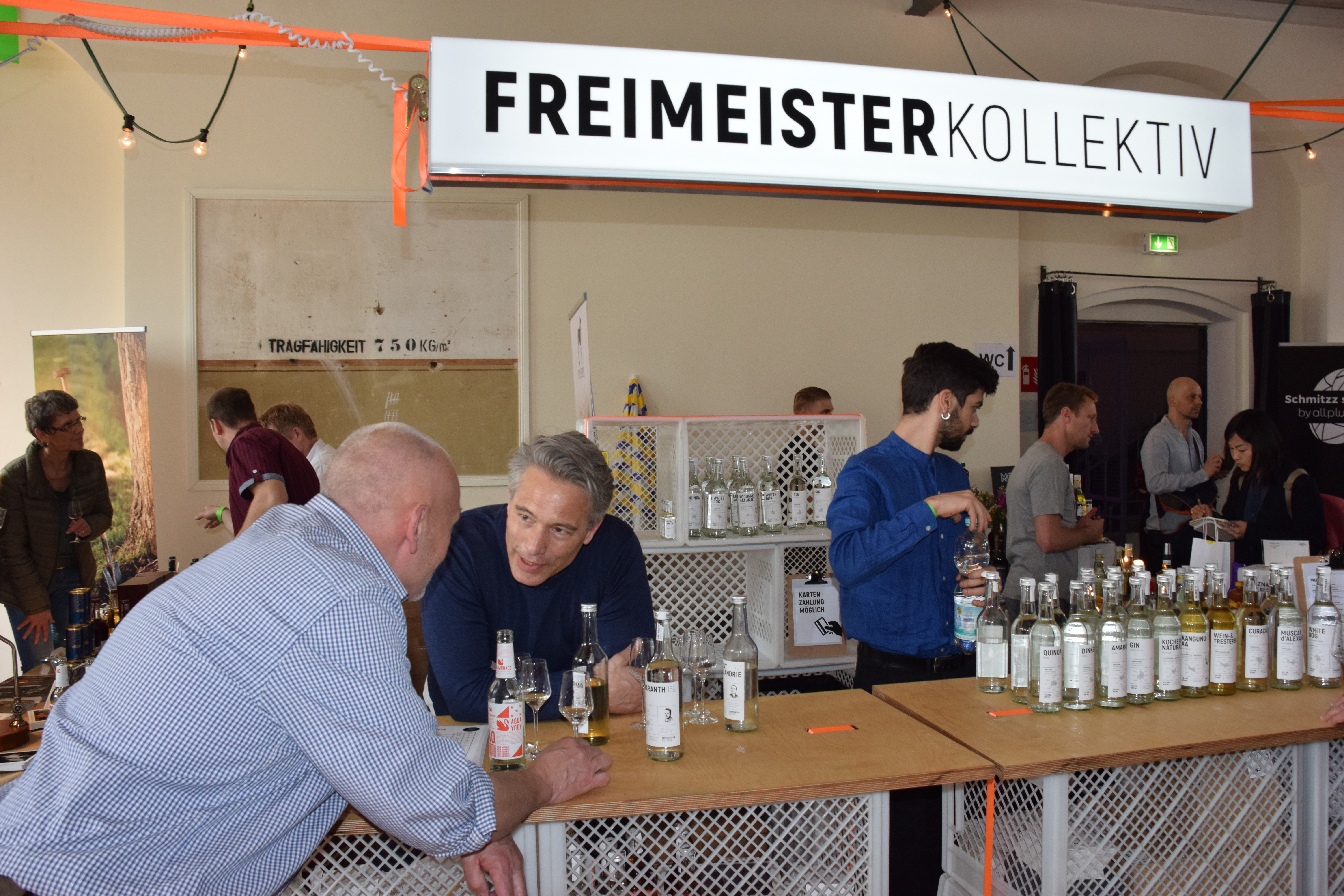

## Leben
Ligthart studierte Philosophie und Kunstgeschichte an der Universität Wien. Danach konzentrierte er sich als Regisseur auf Kurz- und Experimentalfilme sowie Videos. Zusätzlich arbeitete er als professioneller Kameramann für Werbefilme und Musikvideos. Seitdem veröffentlicht er auch regelmäßig wissenschaftliche und kultur-theoretische Bücher, Essays und Beiträge. Am Ende des 20. Jahrhunderts wandte er sich in seinen Arbeiten verstärkt dem Einsatz von konzeptionellen und installativen künstlerischen Methoden zu, häufig Video basiert. Entscheidender Durchbruch für diese Entwicklung war das Projekt Hommage à Hedy Lamarr (gem. mit Richard Brem) 1998 bei der Ars Electronica in Linz und 1999 in der Kunsthalle Wien. 2003 verlängerte und verstärkte er diese Herangehensweise mit seinen Werken Terminator... in der Kunsthalle Wien und mit avantgarde, das 2004 bei der Ausstellung Zur Vorstellung des Terrors: Die RAF-Ausstellung in den KW Berlin gezeigt wurde: Der „Begriff der Avantgarde, der die Kunst für den so genannten Heroismus der Tat empfänglich machte und damit die Verbindung zur RAF schlägt, ist nur noch ein Stilbegriff. Diese Entwicklung ist nicht mehr zu hintergehen.“ Ligthart behandelt auf ironische und subtile Weise den Kunstmarkt und dessen sich wandelnde Gesetze und Aufmerksamkeitsverschiebungen. Seit 2008 betreibt Ligthart – in radikalisierter Fortführung seines Ansatzes – das Projekt Das Korn in Zusammenarbeit mit der Preussische Spirituosen Manufaktur. Es basiert auf der Grundidee, ein Unternehmen als Kunstprojekt zu gründen, bei dessen Realisierung der Künstler die Rolle des Unternehmers übernimmt. So präsentiert sich das Unternehmen als Kunstwerk, das seinerseits wiederum ein kommerzielles Produkt hervorbringt. Ziel dabei ist, ebenso die Gesetze des Kunstmarktes wie auch den Anspruch der Kunst auf Autonomie zu thematisieren und zu hinterfragen.

„Wenn Kunst immer wieder Konventionen brechen will und dabei trotzdem schnell im Regal des Kunstmarkts landet, dann ist es hoch an der Zeit, die Sache zu professionalisieren. Das Korn ist eine Marke, die Autonomiebestrebungen der Kunst unterwandert; eine Marketingstrategie, die jene Aufmerksamkeit, die der Kunst entgegengebracht wird, in Geiselhaft nimmt. Das Korn – ein ultra reines Destillat fordert eine klare Entscheidung, ob man es seiner Sammlung einverleibt oder sich selbst.“

2011 gründete Ligthart mit Steinreich eine weitere Spirituosenmarke und organisiert seit 2012 in Zusammenarbeit mit der Markthalle Neun das Destille Berlin Craft Spirits Festival.
Populärkultur und Ökonomie stehen nach wie vor im Zentrum sowohl der künstlerischen wie auch theoretischen Auseinandersetzung im Werk Ligtharts.
Er lebt und arbeitet in Berlin.

## Einzelausstellungen (Auswahl)
- Restposten aus Berlin, Georg Kargl Fine Arts, Wien 2015
- Dellarowe Galleries at Dellarowe Galleries (permanent/changing installation)
- TROST, Galerie Thomas Schulte, Berlin 2009
- Das Korn. Eine soziale Plastik, Galerie Thomas Schulte, Berlin 2008
- Deceptual Art II, Flatfile Galleries, Chicago 2008
- SPIELfilm director’s cut (an exhibition), Zoo Palast, Berlin 2004
- Terminator... Galerie Play, Berlin; Kunsthalle Wien, beide 2003
- Hommage à Hedy Lamarr, Kunsthalle Wien 1998–99

## Gruppenausstellungen (Auswahl)
- Thomas Hirschhorn / Flamme éternelle, Palais de Tokyo, Paris 2014
- Police the Police, The Young Artists’ Biennale 2010, Bukarest 2010
- Angst hat große Augen, Werkleitz Festival 2010, Halle (Saale)
- scene missing, Georg Kargl Fine Arts, Wien 2008
- Videonale 11, Bonn 2007
- Reserve der Form, Künstlerhaus Wien 2005
- Zur Vorstellung des Terrors: Die RAF-Ausstellung, Kunst-Werke Berlin und Neue Galerie Graz 2004
- Ars Electronica, Linz 1998

## Publikationen (Auswahl)
- démodé oder demoderne in: Johannes M. Hedinger / Torsten Meyer (Hg.), What’s next. Kunst nach der Krise. Ein Reader. Berlin 2013, ISBN 978-3-86599-200-0
- Waldgang und Waldlehrpfad, in: Alexander Pschera (Hg.), Bunter Staub. Ernst Jünger im Gegenlicht, Berlin 2008, ISBN 978-3-88221-725-4
- papa und papa. Überlegungen zum Theme Park AVANT-GARDE, in: Thomas Trummer (Hg.), Kurt Kren. Wien 2006, ISBN 978-3-85449-252-8
- Terminator... Über das Ende als Anfang, Wien 2003, ISBN 978-3-85165-607-7
- Hommage à Hedy Lamarr, Wien 1999, ISBN 978-3-85266-107-0
- Face/Interface, in: Ästhetik & Kommunikation (94/95), Berlin 1996